# Kenyérgomba
A kenyérgomba (Lactifluus volemus) az osztatlan bazídiumú gombák, azon belül a galambgombafélék (Russulaceae) közé, a tejelőgombák csoportjába tartozó ehető gombafaj. A gomba az északi félteke mérsékelt éghajlatú térségeiben él, Európa, Észak-Amerika és Ázsia nagy részén, illetve Közép-Amerika és Ázsia szubtropikus és trópusi éghajlatú vidékein is megtalálható. Mikorrhizás (gyökérkapcsolt) életmódot folytat, számos fafajta törzse körül nő nyártól őszig.

## Leírása

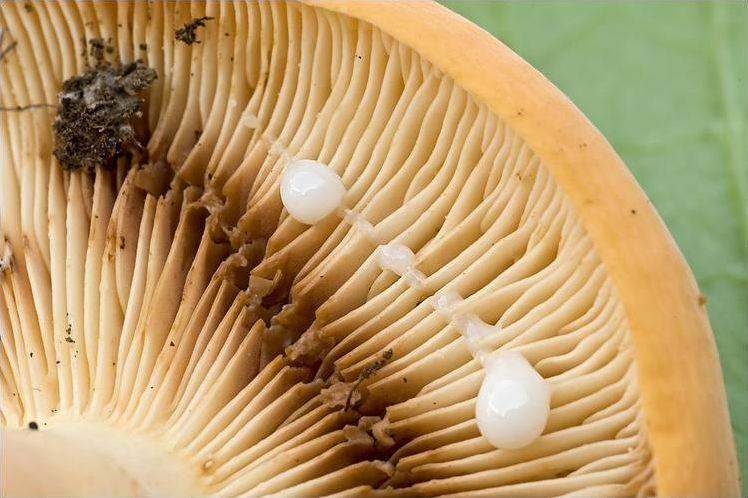
A lemezek által kiválasztott bőséges, tejszerű nedv.

A kenyérgomba kalapja kezdetben begöngyölt szélű, közepe bemélyedő, majd szétterül és tölcséres lesz, színe barack vagy sárgásbarna, átmérője akár 11 cm is lehet. Lemezei sűrűn állók, halványsárga színűek, néha elágazóak. A lemezek megtörve jelentős mennyiségű tejnedvet engednek ki magukból. A gombának jellegzetes, halra emlékeztető illata van, amely ízét és élvezeti értékét nem befolyásolja. A gomba húsában az ergoszterolhoz(en) hasonló szteroidokat találtak, illetve természetes kaucsukot tartalmaz a nedve.
Spórái gömbölyűek, 7,1-10,3 x 7,7-11,3 µm méretűek. Spórapora fehér. 
Filogenetikai elemzések során azt állapították meg, hogy a L. volemus több fajból, vagy alfajból áll.

## Összetéveszthetősége
A kenyérgomba közeli rokona a Lactifluus corrugis, amely kinézetre is hasonló, utóbbinak azonban gyengébb vagy nincsen illata, a kalap felülete ráncosabb, lemezei sötétebb színűek és a kalap színe kevésbé narancssárgás. Szintén hasonló még a Lactifluus hygrophoroides, amelynek azonban kevésbé sűrűn állnak a lemezei.

## Fordítás
- Ez a szócikk részben vagy egészben  a   Lactarius volemus című angol Wikipédia-szócikk fordításán alapul.  Az eredeti cikk szerkesztőit annak laptörténete sorolja fel. Ez a jelzés csupán a megfogalmazás eredetét és a szerzői jogokat jelzi, nem szolgál a cikkben szereplő információk forrásmegjelöléseként.